# مهد خايرول أنور رملي
مهد خايرول أنور رملي هو لاعب كرة قدم ماليزي في مركز الدفاع، ولد في 31 مارس 1983 في كلنتن في ماليزيا. لعب مع نادي كلنتن.

## وصلات خارجية
- مهد خايرول أنور رملي على موقع Soccerway.com (الإنجليزية)